# 2023 World Horticultural Exposition
2023 World Horticultural Exposition of Expo 2023 is een internationale tuinbouwtentoonstelling die zal worden gehouden in Doha, Qatar. De tuinbouwtentoonstelling in Doha zou beginnen op 14 oktober 2021 en zou tot 17 maart 2022 duren. Het Bureau International des Expositions (BIE) dat zich over het algemeen huisvest in Parijs, kende op 22 november 2018 de tentoonstelling in Qatar toe als een internationale tuinbouwtentoonstelling. De expo zou worden georganiseerd met het motto en thema “Green Desert, Better Environment" (Groene woestijn, beter klimaat).
In verband met het verschuiven van de openingsperiode van Dubai 2020 heeft de regering van Qatar op 11 september 2020 het BIE verzocht om uitstel van het evenement met 2 jaar. Tijdens de 167e algemene vergadering van het BIE werd besloten om de tentoonstelling uit te stellen tot 2023 zodat de tentoonstelling zal worden gehouden van 2 oktober 2023 tot 28 maart 2024. De naam werd gewijzigd in International Horticultural Exhibition EXPO 2023 Doha Qatar.